# Toxorhina (Toxorhina) violaceipennis
Toxorhina (Toxorhina) violaceipennis is een tweevleugelige uit de familie steltmuggen (Limoniidae). De soort komt voor in het Neotropisch gebied.